# Julius Nyerere
Julius Kambarage Nyerere (13. dubna 1922 – 14. října 1999) byl prezident Tanzanie od založení státu 1964 do roku 1985.
Jeho otcem byl Nyerere Burito (1860–1942), náčelník malého tanganjického kmene Zanaki. Jeho přezdívka Mwalimu znamená svahilsky učitel, což bylo jeho původní povolání. Nyerere dovedl Tanganjiku pokojnou cestou k nezávislosti na Velké Británii a později vyjednal její unii se Zanzibarem. Byl spoluzakladatelem Organizace africké jednoty. Ve studené válce si zachovával neutralitu, orientoval se však především na Čínu. V roce 1978 zahájil válku proti Ugandě, kde se mu podařilo svrhnout genocidní režim „řezníka z Kampaly“ Idi Amina. V Tanzanii je považován za Otce vlasti.
Nyerere věřil, že Afričané jsou přirozenými socialisty, a pokusil se cestou nucené kolektivizace uskutečnit svůj model „afrického socialismu“ (udžamá), o němž věřil, že ustaví původní hospodářské vztahy, které v jeho zemi byly před příchodem imperialistů. Následkem toho projektu se Tanzanie stala z největšího afrického vývozce potravin jejich největším dovozcem a upadla do obrovských dluhů. Nyerere nakonec přiznal neúspěch, vzdal se prezidentství a v roce 1990 i předsednictví své Revoluční strany.
Roku 2005 zahájila diecéze Musoma proces jeho blahořečení.

## Vyznamenání
- velkokříž s řetězem Řádu bílé růže – Finsko, 1963[4]
- rytíř Řádu Serafínů – Švédsko, 6. září 1963
- rytíř Řádu slona – Dánsko, 9. září 1963
- Řád José Martího – Kuba, 21. září 1974[5][6]
- řetěz Řádu aztéckého orla – Mexiko, 24. dubna 1975[6]
- Medaile Amílcara Cabrala – Guinea-Bissau, 19. září 1976[6]
- Řád Agostinha Neta – Angola, 3. října 1985[6]
- velkokomtur Řádu perly Afriky in memoriam – Uganda, 2007[7]
- Řád Katonga in memoriam – Uganda, 2007[7]
- Národní medaile za osvobození in memoriam – Rwanda, 2009[8]
- Medaile za kampaň proti genocidě in memoriam – Rwanda, 2009[8]
- Řád welwitschie podivné in memoriam – Namibie, 2010[9]
- velkostuha Národního řádu republiky in memoriam – Burundi, 2012[10][11]
- čestný člen Řádu Jamajky – Jamajka[12]